# Protorthodes argentoppida
Protorthodes argentoppida är en fjärilsart som beskrevs av Mcdunnough 1943. Protorthodes argentoppida ingår i släktet Protorthodes och familjen nattflyn. Inga underarter finns listade i Catalogue of Life.